# Nincs több titok (Bűbájos boszorkák)

## Cselekmény
Grimlock nevű démon rabolta el David-et egy parkban. De nem ez az első gyerekrablás ott, mert már 20 éve is történt hasonló. Az akkori áldozat túlélte, de örökre vak maradt. Phoebe tőle próbál most többet megtudni, és sikerül is. Az Árnyékok könyve szerint a Grimlock egy földalatti démon. Városról városra járnak, és a jó embert körülvevő fényes aura láttán szedik az áldozataikat. Az aurát az ártatlan gyerekek látással észlelik. A szemfény viszont visszaszerezhető 24 órán belül, ha az áldozat még él. Prue-ra rászáll egy újságíró aki látta, amikor használta a parkban az erejét. És most lehet, hogy minden kiderül!